# Лесото на Светском првенству у атлетици на отвореном 2023.
Лесото је учествовао на 19. Светском првенству у атлетици на отвореном 2023. одржаном у Будимпешти од 19. до 27. августа деветнаести пут, односно, учествовао је на свих првенствима до данас. Репрезентацију Лесота представљала су 2 такмичара (1 мушкарац и 1 жена) који су се такмичили у маратону.,
На овом првенству такмичари Лесота нису освојили ниједну медаљу. У табели успешности према броју и пласману такмичара који су учествовали у финалним такмичењима (првих 8 такмичара) Лесото је са 1 учесником у финалу делио 61. место са 5 бодова.
| Плас. | Земља  | 1. место | 2. место | 3. место | 4. место | 5. место | 6. место | 7. место | 8. место | Бр. финал. | Бод. |
| ----- | ------ | -------- | -------- | -------- | -------- | -------- | -------- | -------- | -------- | ---------- | ---- |
| =61.  | Лесото | 0        | 0        | 0        | 1        | 0        | 0        | 0        | 0        | 1          | 5    |

## Учесници
| Мушкарци: - Тебело Рамаконгоана — Маратон | Жене: - Тебело Рамаконгоана — Маратон |

## Резултати

### Мушкарци
| Атлетичар           | Дисциплина | Лични рекорд | Квалификације | Квалификације | Полуфинале | Полуфинале | Финале     | Финале      | Детаљи |
| Атлетичар           | Дисциплина | Лични рекорд | Резултат      | Место         | Резултат   | Место      | Резултат   | Место       | Детаљи |
| ------------------- | ---------- | ------------ | ------------- | ------------- | ---------- | ---------- | ---------- | ----------- | ------ |
| Тебело Рамаконгоана | Маратон    | 2:10:10      |               |               |            |            | 2:09:57 ЛР | 4 / 60 (85) |        |

### Жене
| Атлетичарка                  | Дисциплина | Лични рекорд | Квалификације | Квалификације | Полуфинале | Полуфинале | Финале      | Финале       | Детаљи |
| Атлетичарка                  | Дисциплина | Лични рекорд | Резултат      | Место         | Резултат   | Место      | Резултат    | Место        | Детаљи |
| ---------------------------- | ---------- | ------------ | ------------- | ------------- | ---------- | ---------- | ----------- | ------------ | ------ |
| Мокулубете Бландина Макатиси | Маратон    | 2:36:05      |               |               |            |            | 2:37:49 ЛРС | 42 / 65 (78) |        |